# Fernando Usero
Fernando Usero Toledano (Brazatortas, Castilla-La Mancha, 27 de marzo de 1984), conocido futbolísticamente como Usero es un futbolista español. Juega de centrocampista organizador. Últimamente militó en el Calvo Sotelo de Puertollano CF de la Tercera División de España, donde causó baja el 22 de octubre de 2019. En la temporada 2022-23 fue jugador del Almodóvar CF de la Primera División Autonómica de Castilla-La Mancha y a día de hoy juega en la Moconeta FS. Anteriormente estuvo en la disciplina del Atromitos, Agrupación Deportiva Alcorcón, FC Asteras Tripolis, Málaga C.F. y el Córdoba C.F..

## Clubes
| Club                     | País   | Año       |
| ------------------------ | ------ | --------- |
| Atlético de Madrid B     | España | 2003-2004 |
| Atlético Malagueño       | España | 2004-2006 |
| Málaga CF                | España | 2004-2006 |
| Poli Ejido               | España | 2006-2008 |
| Elche C. F.              | España | 2008-2010 |
| Córdoba C.F.             | España | 2010-2011 |
| FC Asteras Tripolis      | Grecia | 2010-2015 |
| AD Alcorcón              | España | 2015-2015 |
| Atromitos FC             | Grecia | 2015-2016 |
| CD Mirandés              | España | 2016-2017 |
| Club Deportivo Toledo    | España | 2017-2018 |
| Calvo Sotelo Puertollano | España | 2018-2019 |